# Matilda (film din 1996)
Matilda este un film de comedie american din 1996 regizat de Danny DeVito, fiind și producătorul filmului, alături de Michael Shamberg, Stacey Sher și Lucy Dahl. Scenariul a fost scris de Nicholas Kazan și Robin Swicord, bazat pe romanul lui Roald Dahl cu același nume. Mara Wilson joacă rolul personajului principal. Din distribuție mai fac parte: DeVito, Rhea Perlman, Embeth Davidtz și Pam Ferris. Filmul este despre o fată genială pe nume Matilda Wormwood, cu abilități psihokinetice și pe care le folosește împotriva familiei ei adoptive și a Agathei Trunchbull, directoarea școlii elementare Crunchem Hall. 
Filmul a fost lansat în Statele Unite la 2 august 1996. 
Danny DeVitto a făcut un gest memorabil înainte de lansarea filmului în cinematografe. Cand mama Marei Wilson (Matilda) era în spital, bolnavă de cancer, el a luat o copie inaintea lansarii filmului in cinematografe si i-a dat-o mamei lui Mara la cererea ei.

## Acțiunea
Filmul prezintă povestea Matildei, o fată care descoperă că are puteri psihokinetice. Părinții ei o trimit la o școală condusă de o directoare malefică pe care Matilda nu o suferă.

## Distribuție
- Mara Wilson - Matilda Wormwood
- Danny DeVito - Harry Wormwood și povestitorul
- Rhea Perlman - Zinnia Wormwood
- Embeth Davidtz - Domnișoara Jennifer Honey
- Pam Ferris - Agatha Trunchbull
- Kiami Davael - Lavender
- Paul Reubens - Agent FBI
- Tracey Walter - Agent FBI
- Jimmy Karz - Bruce Bogtrotter
- Brian Levinson - Michael Wormwood
- Jacqueline Steiger - Amanda Thripp
- Kira Spencer Hesser - Hortensia
- Marion Dugan - Cookie
- Jean Speegle Howard - Doamna Phelps
- R. D. Robb - Roy
- Fred Parnes - Waiter
- Rachel Snow - Liza
- Sara Magdalin - Matilda Wormwood (4 ani)
- Pheobe Pearl - Domnișoara Jennifer Honey (5 ani)
- Kayla Fredericks - Matilda Wormwood (9 luni)
- Kelsey Fredericks - Matilda Wormwood (9 luni)
- Nicholas Cox - Michael Wormwood (6 ani)
- Amanda Summers - Domnișoara Jennifer Honey (2 ani)
- Mark Watson - Magnus
- Kristyn Summers - Domnișoara Jennifer Honey (2 ani)
- Liam Kearns - Charles
- Michael Valentine - Nigel Hicks
- Leor Livneh Hackel- Julius Rottwinkle
- Gregory R. Goliath - Luther
- Amanda Fein - Matilda Wormwood (bebeluș)
- Caitlin Fein - Matilda Wormwood (bebeluș)

## Lansare

### Recepție
Pe Rotten Tomatoes, Matilda deține un rating de 90% pe baza a 21 de recenzii, cu un rating mediu de 7,5 din 10. Site-ul menționează că varianta lui Matilda regizată de Danny DeVito este „ciudată, fermecătoare și în timp ce filmul se abate de la Roald Dahl, este în spiritul cărții”.
Actrita Daisy Ridley a declarat că Matilda este filmul ei preferat. 

### Încasări
Cu toate că a primit recenzii pozitive, filmul a avut încasări de doar 33 de milioane de dolari în comparație cu bugetul său de 36 milioane de dolari în Statele Unite.   

## Legături externe
- Matilda la Internet Movie Database
- Matilda (film din 1996) la TCM Movie Database
- Matilda în Catalogul Institutului American de Film
- Matilda la Box Office Mojo
- Matilda la Rotten Tomatoes
- Matilda la Moviechat